# 정채봉
정채봉(丁埰琫, 1946년 11월 3일 ~ 2001년 1월 9일)은 대한민국의 동화작가이다. 본관은 창원(昌原).

## 생애
정채봉은 1946년 11월 3일 전라남도 순천 해룡면 신성리 출생으로 지난날 한때 전라남도 여천에서 잠시 유아기를 보낸 적이 있는 그는 3세 시절이던 1948년 1월에 일가족과 함께 전라남도 광양으로 이주하여 이후 그곳에서 성장하였다.
1975년 동국대학교 국어국문학과를 학사 학위했으며, 1978년부터 2001년까지 월간 《샘터》를 발행하는 샘터사에서 편집자로 일했다.
주요 작품으로는 《물에서 나온 새》,《오세암》,《스무살 어머니》,《생각하는 동화》(전 7권) 등이 있다.
불교 환경에서 자랐지만, 1980년 광주민중항쟁이 전두환 독재정권에 의해 잔혹하게 진압된 이후, 정신적인 방황에 시달리면서 가톨릭 신앙을 갖게 된 다양한 종교체험은 그의 작품이 불교하고 천주교의 영향을 받게 했다.
그는 대한민국의 성인동화 장르를 크게 개척한 작가로 평가받고 있다.
2001년 1월 9일에 간암으로 향년 55세의 나이에 고인이 되었으며, 사후 10년째인 2011년에 그의 문학정신을 기리는 "정채봉 문학상"이 제정되었다.

## 주요 작품
- 오세암
- 물에서 나온 새
- 멀리 가는 향기
- 초승달과 밤배
- 스무 살 어머니
- 생각하는 동화
- 진주
- 내 가슴 속 램프

## 학력
- 광양농업고등학교 (졸업)
- 동국대학교 국어국문학과 (학사)